# Kurswinkel
Der Kurswinkel (auch Richtungswinkel oder Azimut, in der Schweiz auch Artilleriepromille bzw. engl. azimuth) ist ein Begriff aus der Navigation und bezeichnet den Winkel zwischen Nordrichtung und Zielrichtung. Er wird immer ausgehend von der Nordrichtung im Uhrzeigersinn angegeben. Bewegt man sich beispielsweise direkt nach Osten, so beträgt der Kurswinkel 90° oder 1600 Strich. Welchen konkreten Zahlenwert der Kurswinkel hat, hängt von der benutzten Winkel-Einheit ab, z. B. Beispiel Grad, Gon, Strich.
Verwendet man 100 Strich als Winkeleinheit (90° entsprechen dann 16 Einheiten), so nennt man den Kurswinkel auch Marschzahl, Marschrichtungszahl oder Kompasszahl u. ä.

## Ermitteln einer Marschrichtungszahl mit dem Kompass aus der Karte
1. Die Kompasskante an die Linie vom Start zum Ziel anlegen.
2. Die Kompassrose so drehen, dass ihre Nord-Süd-Linie mit Kartennord/Gitternord übereinstimmt.
3. Die Marschrichtungszahl am Korn (Richtungspfeil, Visierlinie) ablesen.

## Laufen nach Marschrichtungszahl
1. Die Marschrichtungszahl am Kompass durch Drehen der Kompassrose in Übereinstimmung mit dem Korn (Richtungspfeil, Visierlinie) bringen.
2. Kompass waagerecht in Augenhöhe halten und Spiegel so einstellen, dass die Nadel kontrolliert werden kann. (Normalerweise bleibt beim Aufklappen des Kompasssdeckels der Spiegel gleich von alleine in der richtigen Schrägstellung stehen.) Die Nadel mit der Nordmarkierung in Übereinstimmung bringen.
3. Über Kimme und Korn visieren und einen markanten Geländepunkt in der Visierlinie aufspüren und merken.
4. In die Richtung des markanten Geländepunktes gehen.

## Berechnung
Der Kurswinkel kann berechnet werden, wenn Start- und Zielort bekannt sind.
Der Kurswinkel berechnet sich mit Hilfe des Seitenkosinussatzes aus der sphärischen Trigonometrie.
Punkt A hat die Koordinaten ({\displaystyle \,\varphi _{A},\lambda _{A}}),
Punkt B hat die Koordinaten ({\displaystyle \,\varphi _{B},\lambda _{B}}).
{\displaystyle \,\varphi } ist positiv für Breiten der Nordhemisphäre und negativ auf der Südhalbkugel; in Richtung Osten ist {\displaystyle \,\lambda } positiv, Richtung Westen negativ.
Dann gilt für den Kurswinkel {\displaystyle \,\omega }:
{\displaystyle \cos \omega ={\frac {\sin \varphi _{B}-\sin \varphi _{A}\cdot \cos e}{\cos \varphi _{A}\cdot \sin e}}},
mit der Einschränkung, dass so nur ein Winkel im Bereich 0°…180° berechnet wird. Es fehlt eine Unterscheidung, in welchem Quadranten der Kurs liegt.
Wobei {\displaystyle e} der sphärische Abstand auf der Einheitskugel zwischen A und B ist, welcher sich ergibt aus
{\displaystyle \operatorname {arc} e={\frac {{\text{Länge der Orthodrome von}}\ A\ {\text{nach}}\ B}{\text{Erdradius}}}}
(Zur Berechnung der Orthodromenlänge siehe hier.)
Bei {\displaystyle \operatorname {arc} e} handelt es sich um den sphärischen Abstand e auf der Einheitskugel, ausgedrückt als Bogenmaß, siehe Sphärische Geometrie, Strecke.
Wenn der Startort, der Kurswinkel und die Streckenlänge bekannt sind, können mit dieser Formel auch die Zielkoordinaten errechnet werden.